# Rajd Polski 1930

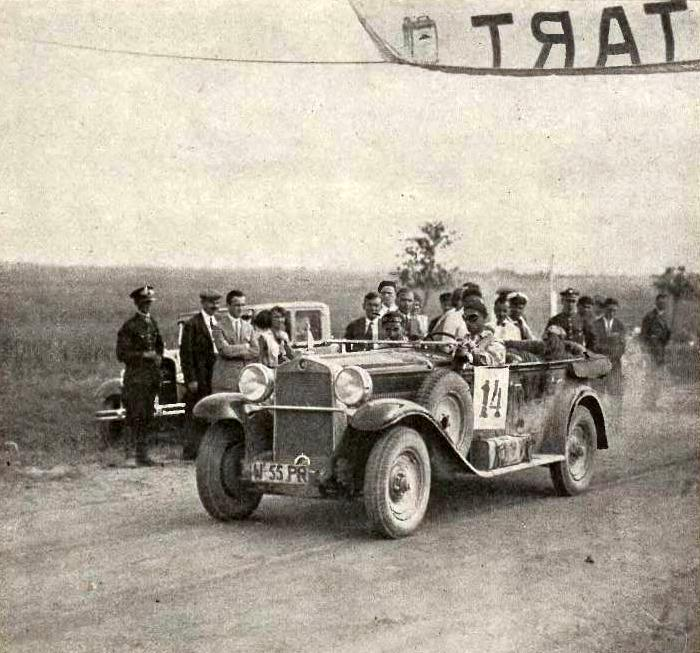
Zwycięzca IX Międzynarodowego Raidu Automobilklubu Polski w kategorii samochodów turystycznych Zygmunt Rahenfeldt jadący samochodem Fiat 525

Rajd Polski 1930 (a właściwie IX Międzynarodowy Raid Automobilklubu Polski) – odbył się w dniach 22–29 czerwca 1930 roku. Do rajdu zgłosiły się 24 załogi, wystartowały 22, w tym cztery zagraniczne. Trasa rajdu liczyła 3100 km, podzielona była na siedem etapów z jednym dniem odpoczynku. Komandorem rajdu był Janusz Regulski. Trasa rajdu: Warszawa – Wilno – Nieśwież – Kowel – Lwów – Przemyśl – Kraków – Bielsko – Łódź – Grudziądz – Rypin – Łąck – Sochaczew – Grójec – Warszawa.
Samochody uczestniczące w tym rajdzie zostały podzielone na trzy kategorie w zależności od ceny:
- auta popularne (cena do 1500 dolarów)
- auta turystyczne (cena do 3000 dolarów)
- auta luksusowe (cena ponad 3000 dolarów)

Po rozegraniu tego rajdu w latach następnych z racji kryzysu gospodarczego rajd nie był rozgrywany przez kolejnych sześć lat.

## Lista startowa[4]
| Grupa                                    | Lp | Nr. | Kierowca               | Samochód       | Ilość cylindrów | Pojemność skokowa (cm3) | Moc przy obrotach na minutę (KM) | Karburator | Ciężar samochodu (kg) | Cena sprzedaży samochodu wg deklaracji zawodnika ($) | Zgłaszający auto      | Używane podczas rajdu | Używane podczas rajdu |
| Grupa                                    | Lp | Nr. | Kierowca               | Samochód       | Ilość cylindrów | Pojemność skokowa (cm3) | Moc przy obrotach na minutę (KM) | Karburator | Ciężar samochodu (kg) | Cena sprzedaży samochodu wg deklaracji zawodnika ($) | Zgłaszający auto      | Opony                 | Świece                |
| ---------------------------------------- | -- | --- | ---------------------- | -------------- | --------------- | ----------------------- | -------------------------------- | ---------- | --------------------- | ---------------------------------------------------- | --------------------- | --------------------- | --------------------- |
| Samochody popularne do 1500 dolarów      | 1  | 1   | Michał Bitny-Szlachta  | Ford A Spider  | 4               | 3285                    | 40 przy 2200 obr./min            | Zenith     | 1000                  | 1080                                                 | Motofors              | Royal                 | Champion              |
| Samochody popularne do 1500 dolarów      | 2  | 2   | Włodzimierz Kurec      | Ford           | 4               | 3285                    | 40 przy 2200 obr./min            | Zenith     | 1000                  | 1209                                                 | Włodzimierz Kurec     | Royal                 | Champion              |
| Samochody popularne do 1500 dolarów      | 3  | 3   | Jerzy Widawski         | Citroën        | 6               | 2442                    | 45 przy 3000 obr./min            | Solex      | 1250                  | 1460                                                 | Jerzy Widawski        | Michelin              | Champion              |
| Samochody popularne do 1500 dolarów      | 4  | 4   | Jan Ripper             | Citroën        | 6               | 2442                    | 45 przy 3000 obr./min            | Solex      | 1250                  | 1460                                                 | Jan Ripper            | Michelin              | Champion              |
| Samochody popularne do 1500 dolarów      | 5  | 5   | Euzebiusz Dzierliński  | Citroën        | 6               | 2442                    | 45 przy 3000 obr./min            | Solex      | 1250                  | 1460                                                 | Euzebiusz Dzierliński | Michelin              | Champion              |
| Samochody popularne do 1500 dolarów      | 6  | 6   | Władysław Cybulski     | Citroën        | 6               | 2442                    | 45 przy 3000 obr./min            | Solex      | 1250                  | 1460                                                 | Władysław Cybulski    | Michelin              | Champion              |
| Samochody turystyczne do 3000 dolarów    | 7  | 8   | Stanisław Hahn         | Hudson         | 8               | 3503                    | 80 przy 3400 obr./min            | Marvel     | 1700                  | 2515                                                 | Auto-Service          | Dunlop                | A.C.                  |
| Samochody turystyczne do 3000 dolarów    | 8  | 9   | Witold Rychter         | Hudson         | 8               | 3503                    | 80 przy 3400 obr./min            | Marvel     | 1700                  | 2515                                                 | Auto-Service          | Dunlop                | A.C.                  |
| Samochody turystyczne do 3000 dolarów    | 9  | 10  | Wacław Krzeczkowski    | Hudson         | 8               | 3503                    | 80 przy 3400 obr./min            | Marvel     | 1700                  | 2515                                                 | Auto-Service          | Dunlop                | A.C.                  |
| Samochody turystyczne do 3000 dolarów    | 10 | 11  | Kazimierz Krawczyk     | De Soto        | 8               | 3413                    | 70 przy 3400 obr./min            | Stromberg  | 1425                  | 2550                                                 | Kazimierz Krawczyk    | Goodyear              | Champion              |
| Samochody turystyczne do 3000 dolarów    | 11 | 12  | G. Rulli               | Fiat           | 6               | 3740                    | 70 przy 3400 obr./min            | Solex      | 1650                  | 2700                                                 | G. Rulli              | Dunlop                | Champion              |
| Samochody turystyczne do 3000 dolarów    | 12 | 14  | Zygmunt Rahenfeldt     | Fiat 525       | 6               | 3740                    | 70 przy 3400 obr./min            | Solex      | 1650                  | 2700                                                 | Polski Fiat S.A.      | Dunlop                | Champion              |
| Samochody turystyczne do 3000 dolarów    | 13 | 15  | Leopold Gerhard        | Voisin         | 6               | 2326                    | 65 przy 3300 obr./min            | Zenith     | 1400                  | 2950                                                 | Leopold Gerhard       | Dunlop                | Champion              |
| Samochody turystyczne do 3000 dolarów    | 14 | 16  | Jan Maryański          | Delage         | 6               | 3180                    | 82 przy 3500 obr./min            | Smith      | 1700                  | 2975                                                 | Jan Maryański         | Dunlop                | Champion              |
| Samochody turystyczne do 3000 dolarów    | 15 | 17  | Ellery Irving Garfield | Renault        | 6               | 3180                    | 50 przy 2000 obr./min            | Zenith     | 1700                  | 2995                                                 | Espert                | Dunlop                | Renault               |
| Samochody turystyczne do 3000 dolarów    | 16 | 18  | Rene Quatresous        | Renault        | 6               | 3180                    | 50 przy 2000 obr./min            | Zenith     | 1700                  | 2995                                                 | Espert                | Dunlop                | Renault               |
| Samochody turystyczne do 3000 dolarów    | 17 | 19  | M. Dumont              | Renault        | 6               | 3180                    | 50 przy 2000 obr./min            | Zenith     | 1700                  | 2995                                                 | Espert                | Dunlop                | Renault               |
| Samochody luksusowe powyżej 3000 dolarów | 18 | 20  | Jerzy Żochowski        | Delage         | 8               | 4040                    | 120 przy 3500 obr./min           | Smith      | 1900                  | 3900                                                 | Auto-Service          | Dunlop                | Champion              |
| Samochody luksusowe powyżej 3000 dolarów | 19 | 21  | Adam Kwiatkowski       | Lancia         | 8               | 3960                    | 105 przy 4000 obr./min           | Zenith     | 1900                  | 3900                                                 | Adam Kwiatkowski      | Michelin              | Bosch                 |
| Samochody luksusowe powyżej 3000 dolarów | 20 | 22  | Maurycy Potocki        | Voisin         | 6               | 5820                    | 135 przy 3300 obr./min           | ZenithX2   | 2350                  | -                                                    | Maurycy Potocki       | Dunlop                | Champion              |
| Samochody luksusowe powyżej 3000 dolarów | 21 | 23  | Henryk Liefeldt        | Austro-Daimler | 6               | 3000                    | 110 przy 3500 obr./min           | ZenithX2   | 1550                  | -                                                    | Henryk Liefeldt       | Dunlop                | Bosch                 |
| Samochody luksusowe powyżej 3000 dolarów | 22 | 24  | Adam Potocki           | Austro-Daimler | 6               | 3000                    | 110 przy 3500 obr./min           | ZenithX2   | 1550                  | -                                                    | Adam Potocki          | Dunlop                | Bosch                 |

## Wyniki końcowe rajdu[5][6]
- auta popularne

| Miejsce | Kierowca                                | Samochód      | Punkty |
| ------- | --------------------------------------- | ------------- | ------ |
| 1       | Michał Bitny-Szlachta Janusz Piotrowski | Ford A Spider | +65,63 |
| 2       | Euzebiusz Dzierliński                   | Citroen       | +60,19 |
| 3       | Włodzimierz Kurec                       | Ford          | +32,48 |
| 4       | Jerzy Widawski                          | Citroen       | +32,48 |

- auta turystyczne

| Miejsce | Kierowca            | Samochód | Punkty |
| ------- | ------------------- | -------- | ------ |
| 1       | Zygmunt Rahenfeldt  | Fiat 525 | +60,31 |
| 2       | Wacław Krzeczkowski | Hudson   | +39,88 |
| 3       | Witold Rychter      | Hudson   | +35,61 |
| 4       | Kazimierz Krawczyk  | De Soto  | +33,54 |

- auta luksusowe

| Miejsce | Kierowca        | Samochód       | Punkty |
| ------- | --------------- | -------------- | ------ |
| 1       | Adam Potocki    | Austro-Daimler | +47,10 |
| 2       | Henryk Liefeldt | Austro-Daimler | +46,69 |
| 3       | Maurycy Potocki | Voisin         | +25,83 |
| 3       | Jerzy Żochowski | Delage         | +21,13 |